# Anoplodactylus longiceps
Anoplodactylus longiceps is een zeespin uit de familie Phoxichilidiidae. De soort behoort tot het geslacht Anoplodactylus. Anoplodactylus longiceps werd in 1951 voor het eerst wetenschappelijk beschreven door Stock. 